# Una brutta storia (Dostoevskij)
Una brutta storia (in russo: Скверный анекдот, Skvernyj anekdot), a volte tradotto in Uno spiacevole episodio, è un racconto di Fëdor Dostoevskij scritto nel 1862.

## Trama
In una gelida sera d'inverno del 1855 circa, il consigliere segreto Stepan Nikiforovič Nikiforov invita a casa sua il giovane consigliere di Stato effettivo Ivan Ilič Pralinskij e il collega Semën Ivanovič Šipulenko, per un duplice festeggiamento: il suo recente trasferimento in quella casa e il suo compleanno. Pur essendo astemio, Pralinskij decide di bere dello champagne insieme ai colleghi e inizia a discutere con loro dell'importanza dell'umanitarismo, un approccio filosofico basato sulla gentilezza da dimostrare nei confronti dei propri subordinati, finalizzata, secondo Pralinskij, al bene comune. Le sue teorie non vengono viste di buon occhio dagli altri due, così Ivan Ilič decide di andarsene: tuttavia, il suo cocchiere Michej si è allontanato momentaneamente con la carrozza e Pralinskij si vede costretto a incamminarsi da solo verso casa. Mentre cammina, viene a sapere che un suo subordinato, Pseldonimov, si è sposato il giorno stesso e si stanno ora celebrando i festeggiamenti per il matrimonio, con amici e famigliari: Ivan Ilič, allora, decide di presentarsi alla festa per mettere in azione e dare un risvolto pratico alle sue formulazioni teoriche e puramente speculative sul bene degli uomini. Prima di entrare, si immagina nei minimi dettagli la reazione di Pseldonimov, della giovane moglie e degli altri invitati; prevede addirittura le possibili domande e le risposte, gli sguardi, le parole dei padroni di casa e degli ospiti. Il giovane consigliere deve però arrendersi alla realtà dei fatti: la sua presenza alla festa si traduce in uno spiacevole episodio, dal momento che non viene riconosciuta la sua disposizione, il suo sacrificio ad abbassarsi ai subordinati, per il loro stesso bene. Di qui una serie di inconvenienti, di scaramucce e incomprensioni; l'astemio generale, già un po' brillo per aver bevuto qualche ora prima, accetta senza indugio bicchieri di champagne e vodka e, addormentatosi improvvisamente a causa dell'alcool, viene addirittura messo a letto, quello nuziale.

## Personaggi
- Ivan Ilič Pralinskij: consigliere di Stato effettivo.
- Stepan Nikìforovič Nikìforov: consigliere segreto sessantenne e scapolo. Si trasferisce in una nuova abitazione e per l'occasione invita due ex subordinati e ora colleghi.
- Semën Ivanovič Šipulenko: consigliere di Stato effettivo.
- Michej: cocchiere di Ivan Ilič.
- Akim Petrovič Zubikov: capoufficio della stessa divisione di Ivan Ilič.
- Porfirij Petrovič Pseldonimov: impiegato registratore.

## Critica
Lo studioso americano Richard Pevear ha osservato che pur cercando di mantenere un certo distacco con gli altri invitati, fatta eccezione per Akim Petrovič, Ivan Ilič  non è assolutamente in grado di gestire la situazione e mantenere le dovute distanze. Il sogno, più che il progetto, di Pralinskij fallisce clamorosamente, in quanto da uomo di stato diventa il soggetto di uno spiacevole episodio.